# Флаг Капской колонии
Флаг Британской Капской колонии — официальный флаг Британской Капской колонии, существовавший с 1876 по 1910 год (До получения статуса Доминиона), представлял собой стандартный британский колониальный флаг. Он состоял из синего фона с изображением британского флага в левом верхнем углу. В центральной части или на полотне обычно присутствовали символы, связанные с колонией, например герб или гербовые элементы. Этот дизайн был характерен для многих британских колоний того времени, подчеркивая их статус под британским суверенитетом. Флаг прекратил использоваться после включении колонии в состав Южно-Африканского Союза. 

## История

### Предыстория
В серии решений, принятых в 1864, 1865 и 1869 годах, правительство Великобритании постановило, что каждая колония должна иметь отличительную эмблему для отображения на флагах в море. Губернатор должен был размещать эмблему в центре «Юнион Джека» во время морских путешествий. Суда, принадлежащие колониальному правительству, должны были размещать его на полотнище синего флага. Частные суда, зарегистрированные в колонии, с разрешения Адмиралтейства могли размещать эмблему на полотнище красного флага. Эта система действует и по сей день в остальных британских заморских территориях.

### Принятие флага и прекращение использования
Правительство Капской колонии изначально не поддерживало эту систему, но в конечном итоге удовлетворило просьбы британского правительства о принятии эмблемы флага. Министерство Молтено решило ввести герб, который также служил бы эмблемой флага. Герб впервые был изображён на флаге во время закладки первого камня здания Парламента 12 мая 1875 года. Он был официально дарован королевой Викторией 29 мая 1876 года и вскоре после этого официально появился в качестве эмблемы флага. Он использовался до тех пор, пока колония не была включена в состав Южно-Африканского Союза 31 мая 1910 года.

## Описание
Эмблема флага представляла собой герб Капской колонии на белом диске. Герб состоял из красного щита с изображением золотого льва между тремя золотыми кольцами, под которым располагалась серебряная горизонтальная полоса («глава») с тремя золотыми геральдическими лилиями на синих дисках. Фигура Надежды образовала гребень, а щит поддерживали гну и сернобык. Под щитом был изображён девиз «Spes Bona» («Добрая Надежда»).

## Использование
В различных целей использовались разные флаги:
|  | 1876 — 1910 | Штандарт губернатора Капской колонии                                                   | Флаг Великобритании, в центре которого размещён Герб Капской колонии                      |
|  | 1876 — 1910 | Флаг, использовавшийся для представления Капской колонии на международных мероприятиях | Синее полотнище с флагом Великобритании в углу и Гербом Капской колонии на основном поле. |